# Бреусов, Пётр Михайлович
Пётр Михайлович Бреусов — советский хозяйственный, государственный и политический деятель, Герой Социалистического Труда.

## Биография
Родился в 1938 году. Член КПСС.
С 1960 года — на хозяйственной, общественной и политической работе. В 1960—1991 гг. — комбайнёр совхоза «Карасуский» Карасуского района Кустанайской области.
Указом Президиума Верховного Совета СССР от 24 декабря 1976 года присвоено звание Героя Социалистического Труда с вручением ордена Ленина и золотой медали «Серп и Молот».
Жил в Костанайской области.

## Награды и звания
- Герой Социалистического Труда (24.12.1976)
- орден Ленина (24.12.1976)
- орден Октябрьской Революции (14.02.1975)
- орден Трудового Красного Знамени (19.04.1967; 13.12.1972)
- орден Дружбы народов (19.02.1981)